# Mireia Belmonte
Mireia Belmonte García, född 10 november 1990 i Badalona, är en spansk medley-, frisim- och fjärilsimmerska.
Vid världsmästerskapen i kortbanesimning 2010 i Dubai vann Belmonte tre guld och en silvermedalj.